# Federazione scacchistica della Russia

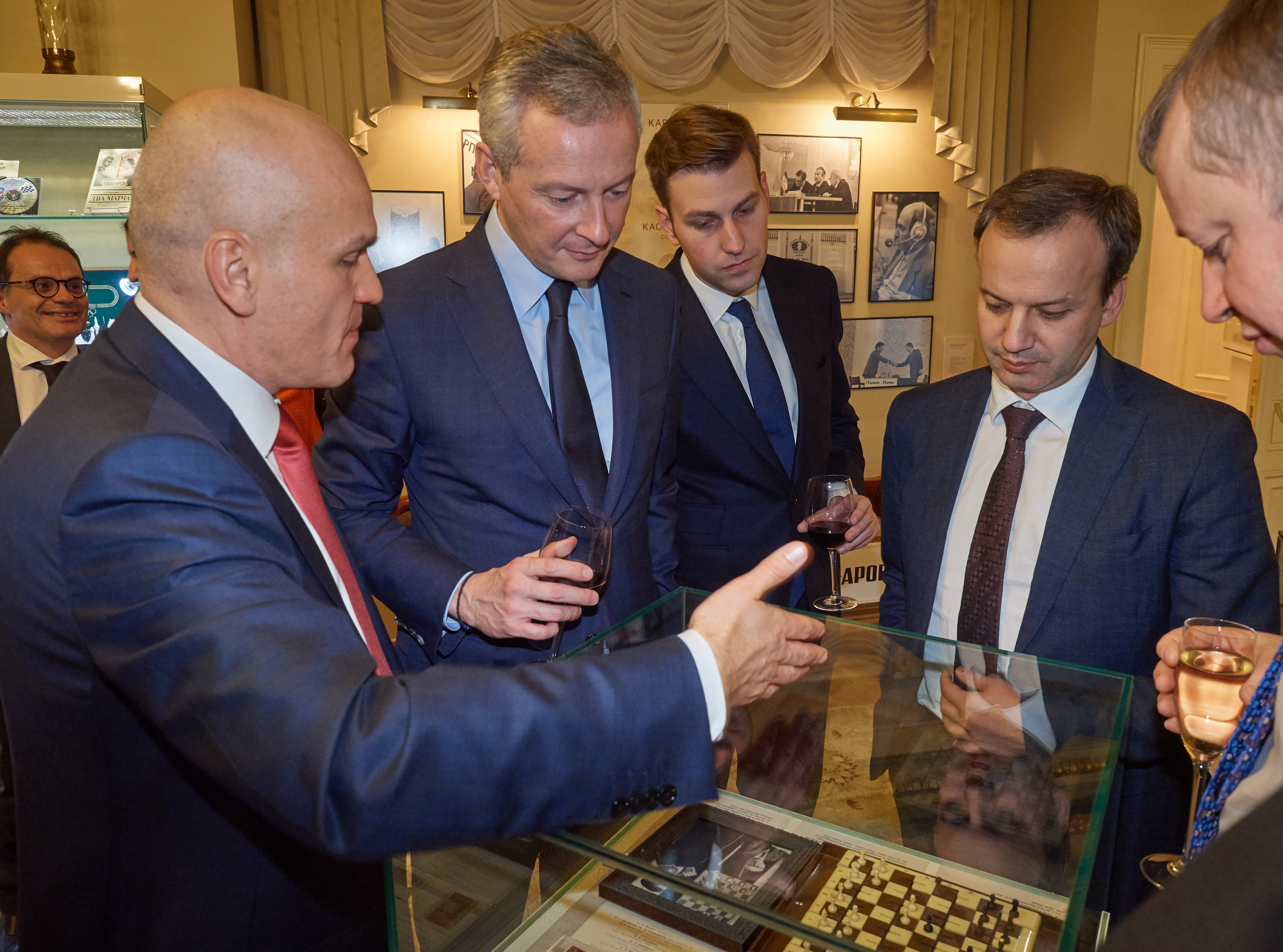
Andrej Filatov con Bruno Le Maire e Arkadij Dvorkovič nel museo degli scacchi di Mosca (2017).

La Federazione scacchistica della Russia (in russo Федерация шахмат России?, Federacija Šachmat Rossii, FŠR, in inglese: Chess Federation of Russia) è un'associazione che governa le attività di scacchi in Russia. Venne fondata il 15 febbraio 1992 in seguito alla dissoluzione dell'Unione Sovietica, succedendo alla federazione di scacchi sovietica (Шахматная федерация СССР). 
Ha sede a Mosca ed è affiliata alla Federazione Internazionale degli Scacchi (FIDE) e al Comitato Olimpico Russo. Dal 1992 al 2023 è stata affiliata all'Unione scacchistica europea (ECU), che ha lasciato per affiliarsi all'Asian Chess Federation (ACF).
A marzo 2020 il presidente è Andrej Filatov (eletto nel 2014 e riconfermato nel 2018), il vice-presidente è Arkadij Dvorkovič. 
Al febbraio 2020, la federazione russa conta 256 Grandi Maestri e 539 Maestri Internazionali. In totale, sono iscritti alla federazione russa 2641 giocatori con titolo minimo di Maestro FIDE, al primo posto al mondo. È prima anche nella classifica per nazioni (Top Federations), basata sulla media Elo dei primi 10 giocatori, con 2739 punti Elo.
I compiti dell'associazione comprendono lo sviluppo e la supervisione del sistema di allenamento per i giocatori di scacchi altamente qualificati, l'organizzazione di scuole di scacchi per i giovani e di varie competizioni scacchistiche, tra cui il Campionato russo e i campionati giovanili russi. 
Dal 1992 la federazione russa ha organizzato molti tornei internazionali di alto livello e i Campionati del mondo del 1996, 2002, 2006, 2012 e 2014. Altri importanti tornei sono il Tal Memorial e l'Open Aeroflot di Mosca e il Chigorin Memorial di San Pietroburgo.